# Imposta sull'incremento di valore degli immobili
L'imposta sull'incremento di valore degli immobili (INVIM) era un'imposta comunale istituita dal decreto del Presidente della Repubblica 26 ottobre 1972, n. 643.

È stata applicata dal 1º gennaio 1973 al 31 dicembre 2001.

Era disposta nei casi di trasferimento della proprietà di terreni e fabbricati da chiunque effettuati. In pratica consisteva in un'imposta basata sulla differenza tra valore iniziale e valore attuale dell'immobile. Il gettito dell'imposta era attribuito ai Comuni.

Occorre specificare che l'INVIM era un'imposta a scaglioni basati su percentuali del valore di riferimento. Gli scaglionamenti:
- fino al 20% del valore di riferimento, aliquota dal 3% al 5%;
- dal 20% al 50% del valore di riferimento, aliquota dal 10% al 15%;
- oltre il 200% del valore di riferimento, aliquota dal 25% al 30%.

L'imposta è stata soppressa contestualmente all'entrata in vigore dell'ICI, che subentrava nel compito di fornire entrate ai Comuni, dal decreto legislativo 11 luglio 1992, n. 333 . Tuttavia, si stabiliva l'obbligo del pagamento dell'incremento di valore maturato dal 31 dicembre 1992 fino al dicembre 2003. Venne invece definitivamente abolita dal 1º gennaio 2002, nella Finanziaria 2002 (art. 8, primo comma): L'imposta comunale sull'incremento di valore degli immobili di cui al decreto del Presidente della Repubblica 26 ottobre 1972, n. 643, non è dovuta per i presupposti che si verificano a decorrere dal 1º gennaio 2002.